# 释弘化
释弘化（1973年7月2日—），字常道，号起广，江西南昌人。其信徒常称之为弘化法师。
1991年十八岁于广州光孝寺礼上定下然（定然）老和尚座下披度。1992年于南岳衡山南台寺受具足戒，后就读于广东岭东佛学院。1997年得佛门泰斗、中国佛教协会名誉会长、深圳弘法寺开山住持本焕长老印证，授记传法为西天禅宗第八十代、东土禅宗第五十四代、临济宗第四十五世。2010年开山筹建广东省梅州市平远县卧佛山大佛寺，任大佛寺开山住持。2011年任平远县九届政协常务委员